# Флаг городского округа Домодедово
Флаг городского округа Домоде́дово Московской области Российской Федерации — опознавательно-правовой знак, служащий официальным символом муниципального образования.
Флаг утверждён 22 марта 2002 года как флаг Домодедовского района Московской области и внесён в Государственный геральдический регистр Российской Федерации с присвоением регистрационного номера 924. В ходе муниципальной реформы Домодедовский район получил статус городского округа.
Флаг Домодедовского района составлен на основании герба Домодедовского района по правилам и соответствующим традициям вексиллологии и отражает исторические, культурные, социально-экономические, национальные и иные местные традиции.
Идея флага принадлежит Константину Мочёнову, символику обосновала Галина Туник, компьютерный дизайн Сергея Исаева.

## Описание
«Флаг Домодедовского района представляет собой жёлтое прямоугольное полотнище с отношением ширины к длине 2:3, несущее в центре фигуры из герба Домодедовского района».
Геральдическое описание герба гласит: «В золоте под червлёной (красной) узкой главой, поверх лазоревого столба три пониженных серебряных бруска с видимыми верхними и левыми гранями, сложенными в стропило, третий брусок короче других. В вольной части — герб Московской области».

## Обоснование символики
Камни аллегорически отражают современную промышленность Домодедовского района с уклоном на производство стройматериалов.
Голубая вертикальная полоса символизирует аэропорт «Домодедово» — один из крупнейших в России.
Красная полоса указывает на историческую связь времён.
Красный цвет в геральдике символизирует жизненную силу, мужество, праздник, красоту.
Жёлтый цвет (золото) символизирует богатство, справедливость, уважение, великодушие.